# Mycterophallus validipes
Mycterophallus validipes är en skalbaggsart som beskrevs av Thomson 1857. Mycterophallus validipes ingår i släktet Mycterophallus och familjen Cetoniidae.

## Underarter
Arten delas in i följande underarter:
- M. v. purpureipes
- M. v. laticollis
- M. v. laevipennis